# Семенчик, Владимир Владимирович
Семе́нчик Владимир Владимирович (род. 15.04.1962) — российский поэт, прозаик, журналист, автор нескольких поэтических и прозаических книг.

## Биография
Родился в 1962 году на Украине. Детские и юношеские годы прошли в Белоруссии. В 1984 году окончил факультет журналистики Белорусского государственного университета, после чего уехал в Россию, на остров Сахалин

## Работа
- 1984—1988 гг. — корреспондент газеты «Советский Сахалин»
- 1988—1996 гг. — редактор художественной литературы Сахалинского областного книжного издательства
- 1996—2000 гг. — директор ТОО "Литературно-издательское объединение «ЛИК»
- 2002—2005 гг. — главный редактор сахалинской областной газеты «Регион»[3]
- 2005—2007 гг. — главный редактор сахалинской областной газеты «Наши острова», главный редактор тихоокеанского информационного агентства «Острова» (ТИА «Острова»)[4]
- 2007 — по настоящее время — директор ОАУ "Издательский дом «Губернские ведомости»[5] (г. Южно-Сахалинск)
- в н.в. - заместитель директора по проектной и редакционно-издательской деятельности Сахалинской областной универсальной научной библиотеки[6]

Член Союза писателей России (с 1992 г.), Международного ПЕН-клуба (с 2008 г.).
Один из координаторов проекта по изданию многотомной «Антологии литературы Дальнего Востока». Это проект русского ПЕН-центра, российского представительства Всемирной писательской ассоциации Pen club, дальневосточного издательства «Форт Росс» и тихоокеанского альманаха «Рубеж», посвященный 150-летнему юбилею образования российского Дальнего Востока.
Имя Владимира Семенчика включено в Малую энциклопедию «Русская литература сегодня» (Издательство Время, 2012 г.).
В 2017 г. Владимир Владимирович вошёл в состав творческой группу III межрегионального фестиваля патриотической книги "О России с любовью".

## Список произведений
Поэтические книги
- «Первое дыхание» (1988)
- «Инкогнито» (1990)
- «На вольную тему» (1991)
- Качает ветер лодочку : стихи разных лет. — Южно-Сахалинск, 2015. — 143 с. — ISBN 978-5-89290-316-5

Сборники прозы
- «Город на колесах» (Сахалинское книжное издательство, 2004 г.)[12].
- «Супер-мупер» (2005).

Романы
- «Консультант по любым вопросам». Публикуется[уточнить] с января 2012 г. в журнале «Юность»[13].

Разное
- Соавтор фотокниги «Южно-Сахалинск — три цвета времени»[14] (издательство «Форт Росс» (г. Владивосток, 2002).

Переводы на иностранные языки
Сербский литературный журнал «Свеске» («Тетради») в январе 2006 г. опубликовал рассказ «Сели двое» из сборника «Супер-мупер». На сербский язык рассказ перевела Бранка Такахаси.

## Литературные премии
- Лауреат премии журнала «Парус»[1]
- Лауреат премии журнала «Дальний Восток»[1]
- Премия Сахалинского фонда культуры за сборник рассказов «Город на колесах» (2004 г.)[12]
- Обладатель звания «Золотое перо Сахалина — 2006»[16]
- Обладатель «Чеховской премии-2007» (одной из престижнейших журналистских наград Сахалинской области) за корреспонденцию «Банкрот по собственному желанию»[17].
- Лауреат Горьковской литературной премии (2016)[18]